# Seznam dílů seriálu Salvation
Toto je seznam dílů seriálu Salvation. Americký dramatický televizní seriál Salvation měl premiéru na stanici CBS.

## Přehled řad
| Řada | Díly | Premiéra v USA    | Premiéra v USA |
| Řada | Díly | První díl         | Poslední díl   |
| ---- | ---- | ----------------- | -------------- |
| 1    | 13   | 12. července 2017 | 20. září 2017  |
| 2    | 13   | 25. června 2018   | 17. září 2018  |

## Seznam dílů

### První řada (2017)
| Č. v seriálu | Č. v řadě | Původní název               | Režie                   | Scénář                                                               | Premiéra v USA    |
| ------------ | --------- | --------------------------- | ----------------------- | -------------------------------------------------------------------- | ----------------- |
| 1            | 1         | Pilot                       | Juan Carlos Fresnadillo | námět: Matt Wheeler scénář: Liz Kruger, Craig Shapiro a Matt Wheeler | 12. července 2017 |
| 2            | 2         | Another Trip Around the Sun | Ken Fink                | Corey Miller                                                         | 19. července 2017 |
| 3            | 3         | Truth or Darius             | Stuart Gillard          | Gavin Johannsen a Dennis Saldua                                      | 26. července 2017 |
| 4            | 4         | The Human Strain            | Greg Beeman             | Mike Werb                                                            | 2. srpna 2017     |
| 5            | 5         | Keeping the Faith           | Jennifer Lynch          | Angela L. Harvey                                                     | 2. srpna 2017     |
| 6            | 6         | Chip Off the Ol' Block      | Russell Fine            | Blake Taylor                                                         | 9. srpna 2017     |
| 7            | 7         | Seeing Red                  | Robbie Duncan McNeill   | Christina M. Walker                                                  | 16. srpna 2017    |
| 8            | 8         | From Russia, With Love      | Nick Gomez              | Dennis Saldua                                                        | 16. srpna 2017    |
| 9            | 9         | Patriot Games               | Maja Vrvilo             | Gavin Johannsen                                                      | 23. srpna 2017    |
| 10           | 10        | Coup de Grace               | Dan Lerner              | Angela L. Harvey                                                     | 30. srpna 2017    |
| 11           | 11        | All In                      | Ed Ornelas              | Corey Miller                                                         | 6. září 2017      |
| 12           | 12        | The Wormwood Prophecy       | Greg Prange             | Mike Werb                                                            | 13. září 2017     |
| 13           | 13        | The Plot Against America    | Stuart Gillard          | Liz Kruger a Craig Shapiro                                           | 20. září 2017     |

### Druhá řada (2018)
| Č. v seriálu | Č. v řadě | Původní název            | Režie               | Scénář                           | Premiéra v USA    |
| ------------ | --------- | ------------------------ | ------------------- | -------------------------------- | ----------------- |
| 14           | 1         | Fall Out                 | Stuart Gillard      | Liz Kruger a Craig Shapiro       | 25. června 2018   |
| 15           | 2         | Détente                  | Ken Fink            | Gavin Johannsen                  | 2. července 2018  |
| 16           | 3         | Crimes and Punishment    | Maja Vrivlo         | Mike Werb                        | 9. července 2018  |
| 17           | 4         | Indivisible              | Dan Lerner          | Damani Johnson                   | 16. července 2018 |
| 18           | 5         | White House Down         | Douglas Aarniokoski | Carolyn Townsend                 | 23. července 2018 |
| 19           | 6         | Let the Chips Fall       | Greg Prange         | K.D. Davila                      | 30. července 2018 |
| 20           | 7         | The Madness of King Tanz | Nick Gomez          | Blake Taylor                     | 6. srpna 2018     |
| 21           | 8         | Abre Sus Ojos            | Tessa Blake         | Steven Maeda                     | 13. srpna 2018    |
| 22           | 9         | The Manchurian Candidate | Tessa Blake         | Damani Johnson a Gavin Johannsen | 20. srpna 2018    |
| 23           | 10        | Prisoners                | Joe Gallagher       | Mark Kruger                      | 27. srpna 2018    |
| 24           | 11        | Celebration Day          | Stuart Gillard      | Carolyn Townsend                 | 3. září 2018      |
| 25           | 12        | Hail Marry               | Joe Gallagher       | Jeggrey Lieber a K.D. Dávila     | 10. září 2018     |
| 26           | 13        | Get Ready                | Liz Kruger          | Liz Kruger a Craig Shapiro       | 17. září 2018     |